# 宇宙戰艦大和號2199
《宇宙戰艦大和號2199》是2012年以先行於院線上映與發售影像軟體方式推出，並在2013年4月於電視播出的動畫作品。

## 概要
本作是以1974年在讀賣電視台、日本電視台播出的《宇宙戰艦大和號》第1作（舊作）為原典，修改部分劇情與設定並大量使用全新3D動畫手法重製的動畫作品。
總監督為出淵裕，人物設定起用了結城信輝，動畫製作由XEBEC與AIC擔任。片中配樂方面由舊作配樂者宮川泰之子宮川彬良負責。
本作是以電視動畫形式來製作，在電視播出之前，並於YouTube的松竹官方頻道等網路相關途徑公開宣傳影片，2012年4月7日起於日本全國10家電影院，以先行宣傳方式上映。另外，收費上傳與影音軟體的發售也同時進行。電視播映當初預定為2012年，但後來宣布改為2013年之後，在經過先行上映後，於2013年4月7日～9月29日期間正式播出。
9月29日當天完結篇於電視播畢後，10月11日先行上映特別精華篇《宇宙戰艦大和號2199 追憶的航海》，並推出全新製作電影版本《宇宙战舰大和号2199 巡星方舟》(宇宙戦艦ヤマト2199 星巡る方舟)，於2014年12月6日上映。

## 故事大綱
西元2191年，地球人類於史上首次與地球外智慧生命體接触，兩者之間並引發戰端。對方名為「加米拉斯」。在擁有壓倒性軍事力量的加米拉斯攻擊下，地球防衛艦隊即將潰滅，且由於加米拉斯冥王星基地發射的遊星炸彈對地球不斷轟炸，將人類逼進地下都市，大地一片枯竭，大氣遭到污染，地下都市中則因能源不足、飢餓、暴動等狀況將人類逼入絕境。並且覆蓋地表的汚染亦往地下都市侵蝕。
2198年，地球接收了來自異星人行星「伊斯坎達爾」的「次元波動引擎」技術供應，並開啟了星際航行用宇宙戰艦「大和」號的建造計劃。
2199年1月，經科學家估計後得出，人類距離滅絶只剩下一年的時間。沖田十三提督所率的聯合國宇宙軍第一艦隊，在冥王星宙域開始了「號作戰」。這場戰鬥中，有一艘暗號代碼為「天照」（アマテラス）的宇宙船飛入太陽系。於火星等待「天照」的古代進與島大介，將墜落宇宙船中的座艙回收，並由撤退的宇宙戰艦 霧島號 收容回到地球。
回到地球，於「天照」計劃中回收的「波動核心」被裝進「大和」號，成為主要能源核心。古代等人均以遴選乘員身分受到召集。雖然他們估計受到召集是因為要啟動宇宙移民計畫「出雲計畫」（イズモ計画），但實際上發動的，卻是以前往「伊斯坎達爾」接收汚染淨化系統為目的的「大和計畫」（ヤマト計画）。
於地球拔錨的大和號，成功於太陽系內突破光速。帶著人類最後的一線希望，踏上了這場以一年為限的33萬6千光年旅程，出發前往大麥哲倫銀河。

## 製作人員
- 企畫：石川光久、河野聰、西崎彰司
- 原作：西崎義展
- 總監督・劇本統籌：出渕裕
- 執行導演：榎本明広
- 編劇：村井貞之、大野木寛、森田繁、出渕裕、武半慎吾
- 演出：江上潔、大倉雅彦、金子秀一、友田政晴、吉川浩司、羽原信義、室谷靖、野亦則行、栗原ひばり、多田俊介、榎本明広、南康宏、加戸誉夫、蛭川幸太郎、別所誠人、うえだしげる、中山勝一
- 分镜构图：小林誠、松村拓哉、齊藤格
- 分镜：滝川和男、松尾慎、本郷みつる、羽原信義、片山一良、大倉雅彦、笹嶋啓一、榎本明広、吉田英俊、京田知己、千明孝一、樋口真嗣、出渕裕、神戸洋行、佐藤順一、増井壮一
- 原画：麻宮騎亜、結城明宏、高見明男、石原満、馬越嘉彦、西井正典、糸島雅彦、高木弘樹、川崎博嗣、小島智加、乘田拓茂、なかじまちゅうじ、岸本誠司、後藤雅巳、松竹徳幸、川元利浩、前田明寿、鴨川浩、山下将仁、羽山淳一、久行宏和、うるし原智志、丸山修二、金子秀一、岩根雅明、竹内哲也、岡田万衣子、西澤晋、飯飼一幸、佐藤雅将、橋本敬史、増永計介、湖川友謙、増尾昭一、結城信輝、福田道生
- 第二原画：糸島雅彦、青木康哲
- 总作画监督：西井正典、結城信輝、後藤隆幸、山岡信一、前田明寿
- 人物設定：結城信輝、山岡信一
- 機械設定：玉盛順一朗、石津泰志、山根公利、出渕裕
- 概念設計協力：宮武一貴
- 服裝設計協力：草彅琢仁
- 設計協力：武半慎吾、石垣純哉、きお誠児、福地仁
- 軍徽設計：永易直樹
- OP・ED 分镜：庵野秀明、出渕裕
- CG 导演：今西隆志
- 特效：今西隆志、桜井英朗
- 美術監督：前田實
- 攝影監督：青木隆
- 剪輯：小野寺繪美
- 色彩設計：鈴城るみ子
- 音響監督：吉田知弘
- 音樂：宮川彬良、宮川泰
- 科學監修：半田利弘（鹿兒島大學理學部教授）
- 異星言語制作：Hoffnung
- SF考證：鹿野司
- 取材協力：海上幕僚監部廣報室
- CG制作協力：SUNRISE D.I.D.
- 制作助手: MADHOUSE、Production I.G、BONES、アスリード、スタジオパストラル、XEBECzwei
- 動畫制作：XEBEC、AIC
- 製作：宇宙戰艦大和號2199製作委員會（Production I.G、Bandai Visual、XEBEC、Bandai、Namco Bandai Games、VOYAGER ENTERTAINMENT、東北新社、松竹、OLM、Lantis）

## 登場人物

### 地球人

#### 大和號乘員
- 沖田十三：菅生隆之

大和號艦長。
聯合國宇宙海軍・聯合宇宙艦隊司令長官。階級為宙將（提督）。第二次火星星域海戰時，為第一艦隊司令。
兵籍號碼：EP2161079980F。福島縣出身，2141年12月8日生，57歳。血型為O型Rh＋。其子在第二次火星星域海戰中戰死。於數年前罹患遊星炸彈症候群（舊作中則為「宇宙放射線病」）。擁有宇宙物理學博士學位，希望能以科學家而非軍人之身，前往外宇宙造訪。最後於大和號返回地球時病故，但透過伊斯坎達爾的科學技術將其記憶保存，也成為起動宇宙恢復系統的核心。
- 古代進：小野大輔

戰術科軍官／戰術長。階級為三尉（三等宙尉）→一尉（一等宙尉），原隸屬於第7航宙團空間戰術科。著白紅色制服。
神奈川縣三浦市出身，2178年7月7日生，20歳。在本作中將髪型（的立體化詮釋）與年齢、登上大和號的經緯做了變更。故事序盤在メ號作戰中為了回收「天照」，以「女命」號要員身分與島共同登場。由於原本戰術長候補人選（其兄古代守）戰死，而以戰時特昇方式就任戰術長。與舊作熱血性格且經常獨斷出擊不同，變成比較沉著冷靜（但仍保有些許激昂）的性格。
家人、親屬除了哥哥古代守外，包括父親剛（配音：森田順平）、母親紀子（配音：津田匠子）、姨父芳雄（配音：板取政明）、姨母真希（配音：三浦綾乃），但在他14歳時均因遊星炸彈攻擊而死，因此孑然一身。
- 島大介：鈴村健一

航海科軍官／航海長。階級為三尉→一尉（2月11日就任）。著白綠色制服。
兵籍號碼：SNV0079091。原隸屬第101航宙空降團航宙運用科。沖縄縣那霸市出身。2178年8月15日生，20歳。血型B型。
在本作中眉毛變細，鬢毛也變短，膚色比古代略顯淺黑（其弟次郎亦同）。另外搭上大和號的經過，則與古代同樣做了改變，由於航海長候補人選在加米拉斯的轟炸中戰死，而以戰時特昇方式就任航海長。與舊作相較，個性也變得較為開朗。
由於父親大吾（階級為一佐(上校)）在與加米拉斯首度遭遇時戰死，因此對加米拉斯有種強烈的敵愾心。老家是以包括母親沙織（配音：三浦綾乃）與弟弟次郎（配音：小松未可子）組成的母子家庭。
- 森雪：桑島法子

船務科軍官／船務長。階級為三尉→一尉。著黃色制服。
兵籍號碼：EP21807298990。
原隸屬於幕僚監部作戦部9課（提出「大和計畫」的部門）。2180年12月24日生。19歳。
在本作中統括了情報、電測、船體消磁、通信、密碼、航空管制、電子機器等方面，也擔任第1艦橋主任雷達手。不再如舊作中兼任生活班長（本作中為主計長）與護士（本作為衛生士），這些職務則由山本玲（主計科）與原田真琴（衛生士）、平田一（主計長）等角色來分擔。隸屬司令部時也曾擔任為孩子們解說地球現狀的教室講解工作。
於一年前與尤莉夏共同遭遇意外，因恐怖活動身受重傷而失憶。
家人有擔任外務次官的父親直之與母親，但在一年前的事件中亡故。由於直之與土方是老朋友，因此森雪由土方負責監護。
- 真田志郎：大塚芳忠

技術科軍官／技術長，並兼任大和號的副艦長。階級為三佐（三等宙校）。原隸屬幕僚監部作戰部9課。長野縣出身，29歳，身高180cm。著白藍或紫色制服。
本作中的造型明確描出細眉，鬢毛的長度也加長至下顎兩端。性格變更為比舊作更為冷靜沈著且板著臉孔。
舊作中真田的雙手雙足均為義肢，本作並沒有關於義肢的描寫。
與古代守為宇宙防衛大學時代的好友（同舊作設定），新見薰則為其學妹。私下好讀古代守交給他的中原中也與萩原朔太郎詩集。
- 德川彥左衛門：麥人

輪機科／輪機長。階級為三佐。著白橘色制服。愛知縣出身，62歳。第二次火星星域海戰時，為戰艦「霧島」號輪機長。
- 南部康雄：赤羽根健治

戰術科軍官／砲雷長。古代的職務代理人。階級為三尉→二尉（二等宙尉）。原隸屬於司令部。東京都出身。21歳。
舊版中髮型與古代類似，本作中則變更為短髪，並將身為建造大和號的南部重工小開設定明確化。且附加了不太會察言觀色、菁英意識強烈與對森雪有淡淡的好感等設定。
家人有父親康造（配音：松本忍）、母親登紀子（配音：榊原奈緒子）。
- 相原義一：國分和人

船務科軍官／通信長。階級為三尉。岩手縣出身，22歳。
本作中造型改為眉毛變細、瀏海變短。另外還附加了怕鬼的設定。姓名的日文讀音未採用舊作企畫書與《大和號III》中的，而使用舊作本篇與其他作品中所使用的。
與舊作相同，年老的父母仍在地球等待他歸來，但相原在歸途中恢復與地球的通訊時，得知了父親的死訊。
- 太田健二郎：千葉優輝

航海科／氣象長，階級為三尉。大阪府出身，21歳。
- 佐渡酒造：千葉繁

衛生長，艦醫，地位相當於二佐。54歳。新潟縣出生。
- 榎本勇：藤原啟治

掌帆長，前任伍長，階級為曹長。36歳。青森縣出生。
- 新見薰：久川綾

本作新登場人物，技術科／情報長，階級為一尉。27歳。東京都出生。擁有心理學博士。兼任心理輔導工作。
- 山本玲：田中理惠

本作新登場人物，為地球與火星混血兒，曾為戰機飛行員的兄長山本明生已戰死。戰術科／航空隊。原隸屬單位為主計科，但一直想轉到航空隊未果。後因古代的賞識與自己的意願下轉任到戰術科航空隊。階級為三尉。19歳。原本對古代抱有淡淡的好感，但在發現古代與森雪之間的感情後默默退出。
名字的日文讀音，與舊作中的角色山本明相同。
- 原田真琴：佐藤利奈

本作新登場人物，衛生科／衛生士，擔任舊作由森雪兼任的護士工作。階級為?(曹長以下，士長以上)。21歳。秋田縣出生。劇末與加藤三郎結婚，並懷了加藤的骨肉。
- 岬百合亞：內田彩

本作新登場人物，船務科／候補生，森雪的代班人員。階級為准尉(階級非兩條金線二尉)。17歳。劇中曾一度被尤莉夏附身。
- 加藤三郎：細谷佳正

戰術科／航空隊，航空隊隊長，階級為二尉。王牌飛行員。北海道出身。23歳。劇末與原田真琴結婚。
- 篠原弘樹：平川大輔

本作新登場人物，相當於舊作角色山本明。戰術科／航空隊，為航空隊副隊長。階級為三尉。栃木縣出身。24歳。
- 山崎獎：土田大

輪機科／應急長，階級為二尉。熊本縣出身。45歳。
- 藪助治：長島雄一

與舊作不同的是並非發動艦內叛亂的首謀者。機關科／機管士，階級為一曹。33歳。三重縣出生。德川彥左衛門的弟子。最後加入次元潛航艦UX-01。
- 平田一：伊勢文秀

主計科／主計長。階級為一尉。著橘色制服。長崎縣出身。23歳。
- 伊東真也：關俊彥

本作新登場人物，保安部長。階級為二尉。滋賀縣出身。28歳。著灰色制服。曾與新見、藪等人串連，企圖於大和號發動叛變，但遭到敉平。後於第17監獄行星戰死。
- 星名透：高城元氣

本作新登場人物，保安部員。階級為准尉(階級非兩條金線二尉)。東京都出身。18歳。
表面上加入了伊東與新見等人的叛變集團，但其實是身負藤堂長官的密令，擔任臥底滲透工作。
- 岩田新平：原澤晃綺

戰術科／運用員。階級為三曹。德島縣出身。27歳。
- 遠山清：遊佐浩二

戰術科／運用員。階級為宙士長。埼玉縣出身。23歳。
- 西条未来：森谷里美

本作新登場人物，船務科／船務士。階級為一曹(一等宙曹)，森雪的職務代理人之一。島根縣出身。20歳。
- 北野哲也：木島隆一

戰術科／宙雷士，古代進的職務代理人之一。階級為宙士長。宮城縣出身。20歳。
- AU09／分析者(Analyzer)：長島雄一

與舊作不同的是並非從醫院中搬來的機器人，而是最初即以大和號輔助電腦的立場存在，且為能自由行動的獨立個體。

#### 其他
- 古代守：宮本充

古代進的兄長，屬第一艦隊的驅逐艦「雪風」號艦長。28歳。階級為三佐。神奈川縣出身。
與舊作不同的是，在大和號到達伊斯坎達爾時早已死亡。但透過伊斯坎達爾的科學技術將其記憶保存，成為起動宇宙恢復系統的核心。
部下有副艦長石津一尉（配音：原田晃）等人。
- 土方龍：石塚運昇

聯合國宇宙軍・空間防衛總隊司令官。56歳。階級為宙將。東京都出身。
設定上與舊作《再見，宇宙戰艦大和號》與《宇宙戰艦大和號2》一樣，是古代與島的恩師，以及沖田的友人。本作中反映了這些作品的設定，並有與沖田同台的場景。另外還追加了身為森雪監護人的設定。
- 藤堂平九郎：小川真司

地球聯邦・遠東管區行政長官。「大和計畫」本部長。59歳。高知縣出身。
性格温厚冷靜，對大和計畫寄予強烈的期待。並預料到出雲計畫派會動手干擾，而對星名透下達了密令。
與舊作不同之處是在本片中並非設定成軍人，而是文官。
- 芹澤虎鐵：玄田哲章

聯合國宇宙軍・遠東管區軍務局長。55歳。階級為宙將。茨城縣出身。是導致島大介之父島大吾（階級為一佐）在與加米拉斯首度遭遇時戰死的罪魁禍首，導致雙方戰爭的罪魁禍首。也是出雲計畫派的代表人物。
- 山南修：江原正士

第一艦隊旗艦(霧島號)艦長。階級為一佐。48歳。兵庫縣出身。

### 伊斯坎達爾人
舊作能去除放射線的「宇宙清洗器D」在本作中更改為能使行星取回原本面貌的「宇宙回復系統（Cosmo Reverse System）」。
過去曾經以波動能量的技術製造出毀星武器波動砲，並以此於大麥哲倫星雲建立了宏偉的星際間巨大國家，但最終他們發現自身行為的愚蠢，因而轉變為以「拯救全宇宙星球」為目標的文明，且受到加米拉斯的崇拜。
除了地球外，也曾派出使者前往比美拉恆星系。
本作中與加米拉斯同樣，也設定了伊斯坎達爾語。
- 絲塔夏．伊斯坎達爾：井上喜久子

伊斯坎達爾女王，亚伯特·戴斯拉所爱的人，两人有过约定。和古代守相識，互相理解。
- 莎夏．伊斯坎達爾

與舊作不同之處在於帶來的並非是波動引擎設計圖，而是啟動波動引擎的必要組件「波動核心」。在火星死亡。
- 尤莉夏．伊斯坎達爾：桑島法子

本作新登場人物，伊斯坎達爾王室的么妹（第三皇女）。換算為地球人年齡約相當於19歲。
故事開始一年前以伊斯坎達爾星的第一名使者之身分來到地球，並且給予了地球波動引擎的設計圖。
容貌、聲音與森雪幾乎一模一樣，不同之處在於森雪的瀏海是右分，尤莉夏則是左分。
故事之初因在出發前與雪共同遭到恐怖攻擊，而置於大和號自動航法裝置核心中沉睡，之後意識一度附身於百合亞身上，隨後在七色星雲戰役後甦醒。
大和號的其中一個任務，便是排除萬難將她送回伊斯坎達爾星。

### 加米拉斯人
本作中均設定了各人物的全名（舊作的角色名於本作中則設定為姓氏）。
與舊作的故事初期相同，部分人物的膚色並非藍色，但這是由於追加了「被加米拉斯殖民地化的行星居民被帝國收編，由於是殖民地出身，因此膚色為橙黃的舒茲與甘茲為『二級市民』的設定」之故（但舊作中則是因製作時的上色錯誤而將錯就錯）。
本作中並且還設定了特別由語言學者監修的加米拉斯語，在第一章的對話場景台詞中加入日文字幕，自第二章之後則以配音（同舊作）與字幕方式併用。分析者曾經藉由分析在第9集中修復的加米拉斯傀儡機械人歐爾塔的語言中樞，試圖分析加米拉斯語，但梅爾達的反應則是「難以理解」。另一方面，加米拉斯擁有的翻譯機（裝在頸上）能夠自動翻譯各式語言給配戴者，也能讓配戴者說出讓其他聽者理解的語言。

#### 一等加米拉斯人
- 亞伯特．戴斯拉：山寺宏一

大加米拉斯帝國的獨裁總統，換算為地球人年齡約相當於32歲。三軍最高統帥。
容貌上比舊作年輕。在叔父艾力克・凡・戴斯拉大公亡故之後，以武力統一帝國並就任總統。在大規模擴展帝國的版圖與軍力擴張之外，並以加米拉斯與伊斯坎達爾的大統合為目標。最後在與大和號的直接對決後戰敗，座艦炸毀消失蹤影。但之後則於本作續篇《宇宙戰艦大和號2202》中再度登場。
- 雷德夫．希斯：秋元羊介

大加米拉斯帝國副總統。換算為地球人年齡約相當於54歲。主內政行政方面，曾親眼看到戴斯拉不顧人民死活，丟下人工殖民地以炸掉大和號的行徑而感到憤怒，後來看到大和號轟掉殖民地拯救人民後，對地球人十分感激，在絲塔夏思考要不要給地球汚染淨化系統也向她進美言。名字來自納粹德國副元首魯道夫·赫斯。
- 艾爾克．德梅爾：大塚明夫

銀河方面作戰司令長官。換算為地球人年齡約相當於38歲。階級為上將（一級上將）。原為小麥哲倫方面軍防衛司令，當時官拜中將。有「宇宙之狼」的稱號。於七色星團戰役中敗陣，最後在向沖田致意之後自爆戰死。
名字源自於二戰時期德國名將埃爾溫·隆美爾。
- 赫姆．謝立克：若本規夫

中央軍總監。換算為地球人年齡約相當於47歲。軍政方面的第二把交椅，迷信人海戰術，認為數量多的軍隊一定獲勝，但不懂戰術，所屬自己的戰艦被大和號一一打敗時只能束手無策。最後因叛變遭蓋爾射殺。名字來自過納粹德國空軍總司令赫爾曼·戈林。
- 加爾．狄茲：堀勝之祐

航宙艦隊總司令官。換算為地球人年齡約相當於55歲，在軍隊裡德高望重，後來被誣陷謀反而關進集中營，事後被梅爾達救出，最後決定離開戴斯拉身邊，雖然拉不下臉和大和號合作，仍然派梅爾達和大和號建立聯繫關係。名字來自納粹德國海軍總司令卡爾·鄧尼茨。
- 梅爾達．狄茲：伊藤靜

本作新登場人物，角色定位相當於舊作13集中登場的加米拉斯軍駕駛員，隸屬銀河方面軍第707航空團。換算為地球人年齡約相當於19歲，階級為少尉，為加爾．狄茲之女。後與大和號乘員建立起友好關係。
- 溫特．塔藍：青山穰

相當於舊作的塔藍（初期的文官版），本作中為加德爾．塔藍的兄長。軍需國防大臣。換算為地球人年齡約相當於42歲。最後戰死。
- 加德爾．塔藍：中村浩太郎

同樣相當於舊作的塔藍（後期的武官版），本作中為溫特．塔藍的弟弟。大本營參謀次長。階級為中將。換算為地球人年齡約相當於40歲。
- 海德姆．基姆雷：森田順平

親衛隊長官。換算為地球人年齡約相當於39歲。個性卑劣，對於反加米拉斯的勢力一律趕盡殺絕，最後戰敗失蹤，但之後則於本作續篇《宇宙戰艦大和號2202》中再度登場。名字來自納粹德國親衛隊首領海因里希·希姆萊。
- 葛雷姆特．蓋爾：廣瀨正志

銀河方面作戰司令，後降級副司令。階級為少將。換算為地球人年齡約相當於47歲。最後戰死。
- 米賽拉．瑟雷斯特拉：茅原實里

本作新登場人物，加米拉斯宣傳情報大臣。
並非加米拉斯人，而是擁有能夠自由感應周遭事物能力的吉列爾星人，以前待在集中營，因被戴斯拉釋放而決定對他忠誠，後來發現戴斯拉從首都撤離時也被不帶自己離開，而對他感到失望，最後被戴斯拉的護衛槍殺身亡。
- 韋姆．海德倫：辻親八

第6空間機甲師團第7戰鬥團隊長。階級為少校。換算為地球人年齡約相當於58歲。
- 佛姆特．巴格：諏訪部順一

第6空間機甲師團先任參謀。階級為上校。換算為地球人年齡約相當於27歲。後於電影版《巡星方舟》情節中率領殘部，與大和號並肩作戰。
- 卡利斯．克萊傑：里卓哉

第6空間機甲師團第3宙雷戰隊長。階級為少校。換算為地球人年齡約相當於41歲。
- 渥夫．弗拉肯：中田讓治

次元潛航艦UX-01艦長。階級為中校。換算為地球人年齡約相當於34歲。喜欢到處撿流浪的人。
- 莱爾·格托：吉開清人

DWG-109戰鬥機隊隊長，戰鬥機隊隊長的指揮官，在七色星團海戰中和加藤三郎进行空中纏鬥时隊友告知航母巴爾格雷號被擊沉後分了神，最後被加藤擊落戰死。
- 愛莉莎．德梅爾：高橋智秋

銀河方面軍司令長官德梅爾之妻，在森雪被擒獲後全程對她给予照料，並把雪當成是伊斯坎達爾人。
- 戈爾．海尼：佐藤せつじ

次元潛航艦UX-01副艦長。階級為上尉。換算為地球人年齡約相當於31歲。
- 帕倫．尼爾蓋：小野塚貴志

親衛隊上尉。因不同意朗格艦長跟大和號對進行脫離計畫，被自家船員射殺。
- 蜜蕾妮爾．琳凱：岡村明美

吉列爾星人，米賽拉的同袍。中央情報部特務官。階級為中尉。換算為地球人年齡約相當於18歲。曾對大和號船員用精神控制，最後被古代鎖在輪機艙裡活活電死。

#### 二等加米拉斯臣民
- 瓦爾凱．舒茲：島香裕

殖民行星札爾茲出身，為加米拉斯冥王星前線基地司令，階級為上校。最後在恆星葛利斯581與大和號的決戰中戰死。死後由戴斯拉下令特昇兩階。
- 蓋爾夫．甘茲：長島雄一

札爾茲人，冥王星前線基地副司令。階級為少校。與舒茲同樣在恆星葛利斯581與大和號的決戰中戰死。
- 渥爾．亞雷特拉：江川大輔

冥王星前線基地作戰參謀。階級為少校。最後戰死。
- 希爾黛．舒茲：三浦綾乃

瓦爾凱．舒茲之女。換算為地球人年齡約相當於13歲。父親舒茲戰死後，被授予榮譽加米拉斯公民身份。
- 薩雷路亞．拉雷塔：優希比呂

木星浮游大陸補給基地司令。階級為少校。換算為地球人年齡約相當於36歲。最後戰死。
- 瓦爾斯．朗格：大川透

EX178艦長。在逃出那片恐怖空间區域后被盖爾的增援艦隊擊沉戰死。

## 主題音樂

### 先行上映版
- 片頭曲：

作詞：阿久悠／作曲：宮川泰／編曲：宮川彬良／演唱：佐佐木功　和音：東京混声合唱団、Yucca
- 第一章ED：

作詞：畑亜貴／作曲：黒須克彦／編曲：市川淳／演唱：結城
- 第二章ED：

作詞：畑亜貴／作曲・編曲：増田武史／演唱：美郷
- 第三章ED：

作詞：阿久悠／作曲：宮川泰／編曲：宮川彬良／演唱：佐佐木功
- 第四章ED：

作詞・作曲：KOKIA／編曲：伊藤真澄／演唱：KOKIA
- 第五章ED：

作詞、作曲、演唱：影山浩宣／編曲：須藤賢一
- 第六章ED：

作詞：影山浩宣／作曲：福山芳樹／編曲：須藤賢一／演唱：JAM Project
- 第七章ED：

作詞：水樹奈奈、吉木繪里子／作曲：吉木繪里子／編曲：藤間仁（Elements Garden）／演唱：水樹奈奈

### 劇中插曲
作詞：出渕裕／作曲・編曲：宮川彬良／演唱：東京混聲合唱團
第1集中，自古代守以下的雪風號艦橋乘員在劇中演唱。
作詞：出渕裕／作曲・編曲：宮川彬良／演唱：東京混聲合唱團
劇中的加米拉斯國歌。

### 電視播映版
電視播映版本的片頭與片尾，均有歌詞字幕。但在Blu-ray中，片尾曲均統一使用劇場先行版系列的片尾曲。

#### 片頭曲
作詞：阿久悠／作曲：宮川泰／編曲：須藤賢一／監修：宮川彬良／演唱：Project Yamato 2199（成員如下〈依發表順序〉）
- 佐佐木功
- JAM Project
- 中川翔子
- 水木一郎
- 堀江美都子
- 茅原実里
- 結城アイラ

- 美郷あき
- 栗林みな実
- 麻生夏子
- 佐咲紗花
- 石田燿子
- ZAQ

- ChouCho
- 橋本みゆき
- yozuca*
- CooRie
- 妖精帝國（ゆい）
- 佐藤ひろ美

- 飛蘭
- 石川智晶
- Rey（原田謙太）
- 喜多修平
- 谷本貴義
- 高取ヒデアキ

- 鈴村健一
- 米倉千尋
- 水樹奈々
- GRANRODEO
- 藍井エイル
- 黒崎真音

於第1集中用作片尾曲。且自第3集起（第2集未使用）成為片頭曲並使用至第14集。
- 「Fight For Liberty」

作詞：TAKUYA∞／作曲、演唱：UVERworld／編曲：UVERworld、平出悟
自第16集起使用。為大和號系列電視動畫作品片頭曲中，首度採用以外的完全新曲。

#### 片尾曲
- 「愛詞」

作詞・作曲／中島美雪／編曲：瀬尾一三／演唱：中島美嘉
第2～8集使用。
- 「Best of my Love」

作詞：田中秀典／作曲：楠野功太郎、玉井健二／編曲：玉井健二、百田留衣／演唱：安田レイ
第9～17集使用。
- 「Distance」

作詞、作曲：高木洋一郎／編曲：坂本昌之／演唱：JUJU
第19～26集使用。

## 各集列表
| 集數 | 日文標題 | 中文標題           | 編劇     | 分鏡                            | 演出              | 作畫監督                                                                           | 總作畫監督        | 機械 作畫監督            | 機械 總作畫監督 | 人類滅亡 為止時間 （預告） | 相當於 舊作集數      |
| ---- | -------- | ------------------ | -------- | ------------------------------- | ----------------- | ---------------------------------------------------------------------------------- | ----------------- | ------------------------ | --------------- | -------------------------- | -------------------- |
| 1    |          | 伊斯坎達爾的使者   | 出渕裕   | 出渕裕                          | 榎本明廣          | 高見明男                                                                           | 不適用            | 石原满 前田明寿 伊藤浩二 | 西井正典        | 不適用                     | 第1集                |
| 2    |          | 吾等將赴星辰大海   | 出渕裕   | 榎本明廣                        | 榎本明廣          | 前田明寿                                                                           | 不適用            | 石原滿                   | 西井正典        | 365日                      | 第2、3集             |
| 3    |          | 脫離木星圈         | 出渕裕   | 樋口真嗣                        | 栗原ひばり        | 渡边浩二 前田明寿                                                                  | 不適用            | 西井正典                 | 不適用          | 364日                      | 第4、5集             |
| 4    |          | 冰原上的墓         | 大野木宽 | 出渕裕                          | 別所誠人          | 清水惠藏 前田明寿 結城信輝                                                         | 不適用            | 赤尾良太郎               | 西井正典        | 363日                      | 第6集                |
| 5    |          | 沒有死角的陷阱     | 出渕裕   | 榎本明廣                        | 榎本明廣          | 服部憲知                                                                           | 藤澤俊幸          | 石原満                   | 西井正典        | 362日                      | 第7集                |
| 6    |          | 冥王的落日         | 森田繁   | 神戶洋行                        | 多田俊介          | 長屋侑利子                                                                         | 前田明寿          | 大浪太                   | 西井正典        | 361日                      | 第8集                |
| 7    |          | 宣告離開太陽圈     | 大野木寛 | 吉田英俊                        | 吉川浩司          | 石本英治 石丸賢一 島崎克實                                                         | 結城信輝          | 不適用                   | 西井正典        | 355日                      | 第10集               |
| 8    |          | 向群星許願         | 村井贞之 | 笹嶋啟一 出渕裕                 | 室谷靖            | 柴田志郎 佐藤道夫 飯飼一幸                                                         | 前田明寿          | 不適用                   | 西井正典        | 343日                      | 第9、11、12集        |
| 9    |          | 懸掛在時鐘上的俘虜 | 村井贞之 | 本鄉滿 羽原信義                 | 羽原信義          | 岸本誠司                                                                           | 前田明寿          | 不適用                   | 西井正典        | 339日                      | 原創                 |
| 10   |          | 大宇宙墓場         | 大野木宽 | 千明孝一                        | 金子秀一          | 川元利浩                                                                           | 不適用            | 不適用                   | 西井正典        | 325日                      | 第13、15集           |
| 11   |          | 曾見過的世界       | 出渕裕   | 泷川和男                        | 江上潔            | 小林利充                                                                           | 前田明寿 山岡信一 | 不適用                   | 西井正典        | 323日                      | 第13、15集           |
| 12   |          | 存在於盡頭之物     | 出渕裕   | 片山一良                        | 上田茂            | 長屋侑利子                                                                         | 前田明寿          | 大浪太                   | 西井正典        | 318日                      | 第13、14集           |
| 13   |          | 異次元之狼         | 森田繁   | 樋口真嗣 出渕裕 片山一良        | 南康弘            | 平山英嗣 高木弘樹 結城信輝                                                         | 不適用            | 不適用                   | 西井正典        | 317日                      | 第17集 《III》第14集 |
| 14   |          | 魔女的細語         | 村井贞之 | 出渕裕                          | 別所誠人          | 前田明寿                                                                           | 不適用            | 不適用                   | 西井正典        | 310日                      | 原創                 |
| 15   |          | 返航臨界點         | 大野木寛 | 吉田英俊 樋口真嗣 出渕裕 松尾慎 | 友田政晴          | 藤川太 增永計介                                                                    | 結城信輝          | 不適用                   | 西井正典        | 298日                      | 第20集               |
| 16   |          | 對未來的選擇       | 出渕裕   | 榎本明廣                        | 榎本明廣          | 宮下雄次                                                                           | 後藤隆幸          | 不適用                   | 西井正典        | 287日                      | 第16集               |
| 17   |          | 來自記憶森林       | 大野木寛 | 增井壯一                        | 江上潔            | 高木弘樹 名倉靖博                                                                  | 結城信輝          | 不適用                   | 西井正典        | 275日                      | 第18集               |
| 18   |          | 越過黑色光芒       | 武半慎吾 | 大倉雅彦                        | 加戶譽夫          | 後藤隆幸 石原滿 前田明壽 小谷杏子                                                  | 不適用            | 不適用                   | 西井正典        | 273日                      | 第20集               |
| 19   |          | 他們來了           | 森田繁   | 羽原信義                        | 羽原信義          | 石原滿 岸本誠司                                                                    | 前田明壽          | 不適用                   | 西井正典        | 246日                      | 第21集               |
| 20   |          | 在七色太陽下       | 森田繁   | 出渕裕                          | 別所誠人          | 結城信輝                                                                           | 不適用            | 不適用                   | 西井正典        | 245日                      | 第22集               |
| 21   |          | 第十七號監獄行星   | 村井贞之 | 片山一良                        | 中山勝一          | 松原秀典 前田明壽 石原滿                                                           | 不適用            | 不適用                   | 西井正典        | 230日                      | 原創                 |
| 22   |          | 應赴之星           | 大野木寛 | 片山一良                        | 江上潔            | 高木弘樹 石原滿                                                                    | 前田明壽          | 不適用                   | 西井正典        | 211日                      | 第23集               |
| 23   |          | 一個人的戰爭       | 森田繁   | 樋口真嗣 出渕裕                 | 別所誠人          | 石原滿 岸本誠司                                                                    | 前田明壽          | 不適用                   | 西井正典        | 210日                      | 第24集               |
| 24   |          | 遙遠的應許之地     | 大野木寛 | 佐藤順一                        | 蛭川幸太郎        | 高木弘樹 松原秀典                                                                  | 結城信輝          | 不適用                   | 西井正典        | 199日                      | 第25集               |
| 25   |          | 無止境的戰爭       | 村井贞之 | 大倉雅彦                        | 大倉雅彦 野亦則行 | 石原滿、岸本誠司 山岡信一、乘田拓茂 小林千鶴、堀たえ子 高木弘樹、松原秀典 山田勝哉 | 前田明壽 結城信輝 | 加藤優                   | 西井正典        | 143日                      | 第26集               |
| 26   |          | 藍色恆星的記憶     | 出渕裕   | 京田知己                        | 榎本明廣          | 結城信輝                                                                           | 不適用            | 不適用                   | 西井正典        | 66日                       | 第26集               |

### 來源
1. 1 2  「宇宙戦艦ヤマト」33年ぶりTV新シリーズ放映 激戦日曜日で勝負－スポニチ Sponichi Annex 芸能 （页面存档备份，存于）、2013年1月11日
2. 1 2  『宇宙戦艦ヤマト2199』2013年4月よりMBS・TBS系全国ネットにてTV放送決定!! （页面存档备份，存于）、YAMATO CREW、2013年1月11日

## 續作
- 《宇宙戰艦大和號2202：愛的戰士們》

自2017年起陸續推出的本片續作，以舊作電影版《宇宙戰艦大和號 愛的戰士們》與電視版《宇宙戰艦大和號2》為藍本。

## 外部連結
- （日語）宇宙戦艦ヤマト2199（页面存档备份，存于）
- （日語）ヤマトポータル | 宇宙戦艦ヤマト2199
- （日語）宇宙戦艦ヤマト2199 | YAMATO CREW（页面存档备份，存于）